# Henri Lecoq
Henri Lecoq (Avesnes-sur-Helpe, 18 de abril de 1802 - Clermont-Ferrand, 4 de agosto de 1871) fue un botánico francés.
Fue Director del Jardín botánico y del Museo de Historia natural de Clermont-Ferrand y docente de la Facultad de Ciencias de la ciudad. Fue el autor de Principes élémentaires de botanique (1828), De la toilette et de la coquetterie des végétaux (1847), Botanique populaire (1862), Considérations sur les phénomènes glaciaires de l’Auvergne (1871), Étude de la géographie botanique de l’Europe (1854).
Lecoq contribuyó a popularizar la clasificación de las plantas, estudió los órganos descriptivos y los vegetales utilizados para el forraje de los animales. También estudió la formación geológica de Auvergne y la formación de los glaciares.

## Honores
Un jardín público y un museo portan su nombre en Clermont-Ferrand.
Varias especies recuerdan a Lecoq en su nombre latino, entre ellas Lecokia DC., Centranthus lecoqii Jord..
- La abreviatura «Lecoq» se emplea para indicar a Henri Lecoq como autoridad en la descripción y clasificación científica de los vegetales.[1]